# Liendo
Liendo é um município da Espanha na comarca da Costa Oriental, província e comunidade autónoma da Cantábria. Tem 26 km² de área e em 2021 tinha 1 216 habitantes (densidade: 46,8 hab./km²).

## Demografia
| Variação demográfica do município entre 1991 e 2004 [carece de fontes?] | Variação demográfica do município entre 1991 e 2004 [carece de fontes?] | Variação demográfica do município entre 1991 e 2004 [carece de fontes?] | Variação demográfica do município entre 1991 e 2004 [carece de fontes?] |
| ----------------------------------------------------------------------- | ----------------------------------------------------------------------- | ----------------------------------------------------------------------- | ----------------------------------------------------------------------- |
| 1991                                                                    | 1996                                                                    | 2001                                                                    | 2004                                                                    |
| 797                                                                     | 811                                                                     | 889                                                                     | 935                                                                     |